# Премія імені М. В. Гоголя
Премія імені М. В. Гоголя — щорічна державна премія України за найкращі літературно-мистецькі твори, що відображають творчі традиції М. В. Гоголя та утверджують національну самоідентифікацію через історичну романістику, містицизм і сатиру. 

## Історія
Заснована Кабінетом Міністрів України 25 березня 2009 року.
З 2019 року конкурс на здобуття премії імені Миколи Гоголя оголошується Державним агентством України з питань мистецтв та мистецької освіти (Держмистецтв), що здійснює організаційно-методичний супровід присудження премії.
Премія присуджується українським авторам (на конкурсній основі) щорічно до дня народження Миколи Гоголя (1 квітня).

## Умови конкурсу
На здобуття Премії висуваються нові оригінальні твори авторів або колективу авторів, опубліковані (оприлюднені) у завершеному вигляді упродовж останніх трьох років, але не пізніше ніж за місяць до їх висунення на здобуття Премії. 
На здобуття Премії не висуваються твори, які вже були відзначені іншими державними нагородами.
Грошова винагорода до Премії виплачується у розмірі 20 тисяч гривень.
Пропозиції щодо претендентів на здобуття Премії подаються до Держмистецтв творчими спілками, асоціаціями, літературними об’єднаннями, національно-просвітницькими товариствами, редакціями періодичних видань, видавництвами, громадськими організаціями у сфері літератури, а також окремими літераторами. 
Премію присуджує Комітет, який утворюється у складі не менше 5 та не більше 11 осіб з числа представників Міністерство культури України, Інститут літератури імені Тараса Шевченка НАН України, Національна спілка письменників України, провідних діячів літератури та мистецтва (за згодою).
Організаційно-методичний супровід присудження премії здійснюється Державним агентством України з питань мистецтв та мистецької освіти.

## Лауреати
| Рік  | Лауреат                        | Здобуток                                                              |
| ---- | ------------------------------ | --------------------------------------------------------------------- |
| 2024 | Василь Іванина                 | роман «Каяття гетьмана Розумовського»                                 |
| 2023 | Тетяна Кузан (Тетяна П’янкова) | роман «Вік червоних мурах»                                            |
| 2022 | Наталія Довгопол               | роман «Мандрівний цирк сріблястої пані»                               |
| 2021 | Олег Гавріш                    | книгу «Казки баби Гавришихи»                                          |
| 2019 | Ірина Власенко                 | за книжку «Чужі скарби»                                               |
| 2018 | Артем Чех                      | за книжку «Точка нуль»                                                |
| 2013 | Григорій Самойленко            | за книжку «Нежинский список второго тома „Мертвых душ“ Н.Гоголя»      |
| 2011 | Наталія Сквіра                 | за книжку «Проблеми поетики другого тому „Мертвих душ“ Миколи Гоголя» |